# Најбоље из Баната
„Најбоље из Баната“ је годишња награда Банатског удружења књижевника, која се додељује од 2002. године.

## Годишња награда Најбоље из Баната
Награда „Најбоље из Баната“ додељује се сваке године на Савиндан, 27. јануара појединцима, издавачким кућама и публикацијама који доприносе трајању културних вредности регије Банат. 
Досадашњи добитници награде: 
- Банат Војводић Бан (за збирка изабраних песама),
- Вуксан Кнежевић „И сан и јава“ (приче),
- Милан Парошки (роман „УСЕКОВАНИЈЕ“),
- Љубомир Кокотовић (најоригиналније писмо – роман „ТРЧАЊЕ ЗА СВОЈОМ СЕНКОМ“),
- Игор Алексић (за најлепшу књигу „ДЕЛФИНИ ВИСОКЕ ЛЕТЕ – романчић о девојчици која заиста постоји“),
- Срђан Печеничић (за најбољу илустрацију),
- ИЗДАВАЧКА КУЧА ДРАГАНИЋ (за издавачки подухват „Јован Стерија Поповић ДЕЛА“),
- Далибор Бубњевић (за стручну књигу из економских наука „Банатска економска експлозија),
- Милана и Милан Парошки (за есеј, студије и драму „Ра и нови светски поредак“),
- Радован Влаховић (за роман „Ево човека“),
- Марина С. Грујић (за први банатски љубавни роман „Позив у помоћ“),
- Златко Пангарић за збирку песама „Моја физика“,
- Иво Мунћан за најбољу збирку песама објављену на српском језику у Румунији,
- Јасмина Томић (за збирку песама „Заробљеници љубави“),
- Оливера Ковачевић (за допринос очувања културне баштине регије Банат – бренд Баната).

## Статусна и нематеријална годишња награда
Банатско удружење књижевника десет година непрекидно додељује статусну а нематеријалну годишњу награду НАЈБОЉЕ ИЗ БАНАТА која се уручује за 2010. годину на Савиндан, 27. јануара 2011. и то: 
1. примаријус др Добривој ПАУНОВИЋ за монографско дело „Др ЂОРЂЕ Х. ЈОАНОВИЋ 1871-1932 - Живот и дело“,
2. Гордана ВЛАЈИЋ за васпитно-уметничко-педагошку књигу „ЗАИСТИНСКА СРПСКА БАЈКА“ и
3. Драган НИЧИЋ ЦИНОБЕРСКИ за истинске записе деце са Косова, двојезично енглеско-српски „ШТА ЈЕ СЛОБОДА – записи косовске деце 1999-2009“.

За 2011. годишња награда НАЈБОЉЕ ИЗ БАНАТА биће уручена на Савиндан, 27. јануара 2012. године и то:
1. Раша ПОПОВ за прегршт речи и стихове бескрајног представљања Баната наглашено кроз књигу срчане поезије „ДИМ СА ЗВЕЗДА“,
2. Драшко АЋИМОВИЋ за пропагирање истине,
3. Момчило Баца Стојков, новинар и изворни Банаћанин за неуморно залагање ка опстајању вредностних традиција Баната и
4. Јован Цвијетковић, директор Народне библиотеке „Филип Вишњић“ из Бијељине, Република Српска, за неуморно представљање савременика и ширење културе[2]